# Guy Claud
Guy Claud (* 25. April 1936 in Montrouge) ist ein ehemaliger französischer Radrennfahrer.

## Sportliche Laufbahn
Claud war Bahnradfahrer und Teilnehmer der Olympischen Sommerspiele 1960 in Rom. Dort startete er mit dem französischen Vierer (Marcel Delattre, Jacques Suire, Guy Claud und Michel Nédélec) in der Mannschaftsverfolgung. Das Team belegte den 4. Platz.
Als Amateur gewann er 1960 das Eintagesrennen Grand Prix Nogent-sur-Oise. In dem traditionsreichen Rennen Paris–Évreux belegte er 1957 beim Sieg von José Manuel Ribeiro da Silva den 3. Platz.
1961 wurde er Berufsfahrer im Radsportteam Helyett und blieb bis 1963 als Radprofi aktiv. Dabei konnte er keine Erfolge verzeichnen. Sein bestes Resultat war 1961 der 3. Rang im Prix Martini.